# José Maria Chaves dos Reis
Dom José Maria Chaves dos Reis (Oeiras do Pará, 21 de novembro de 1962) é um bispo católico brasileiro. É o bispo diocesano de Abaetetuba.
Depois dos estudos secundários, frequentou o curso de Filosofia e Teologia no Instituto Pastoral Regional na arquidiocese de Belém do Pará. Obteve a licenciatura em Ciências das Religiões na Universidade Vale do Acaraú, no Sobral.
Foi ordenado presbítero a 21 de novembro de 1996. Desempenhou os seguintes cargos: reitor do Seminário menor "Padre Josimo" de Cametá (1996-2000), vigário da Catedral Prelatícia de São João Batista (2000-2002) e posteriormente pároco (2002-2006). Até a sua nomeação episcopal, exerceu as funções de Vigário Geral e Reitor do Seminário Maior do Bom Pastor na diocese de Cametá.
Foi nomeado bispo de Abaetetuba pelo Papa Francisco a 3 de julho de 2013. Foi ordenado no dia 5 de outubro de 2013 e tomou posse em sua Diocese no dia 19 de outubro de 2013.
Em 1 de maio de 2022, após a transferência do bispo de Cametá, D. José Attevir da Silva, para a prelazia de Tefé, Amazonas, foi nomeado Administrador Apostólico de Cametá, permanecendo na Diocese de Abaetetuba. Essa administração temporária cessou em 9 de julho de 2023.